# Федеральное агентство по рыболовству
Федеральное агентство по рыболовству (Росрыболовство) — федеральный орган исполнительной власти Российской Федерации, созданный на основании указа президента РФ от 12 мая 2008 № 724 путём преобразования ранее существовавшего Государственного комитета Российской Федерации по рыболовству.
Предельная численность работников центрального аппарата — 208 человек.
Первоначально планировалось, что Росрыболовство будет находиться в ведении Министерства сельского хозяйства Российской Федерации, однако 30 мая 2008 года указом президента № 863 руководство Росрыболовством было поручено непосредственно Правительству Российской Федерации.
В настоящее время, в соответствии с постановлением Правительства Российской Федерации от 30.06.2012 № 666, Росрыболовство находится в ведении Министерства сельского хозяйства Российской Федерации.
Постановлением Правительства Российской Федерации от 11.06.2008 № 444 утверждено Положение о Федеральном агентстве по рыболовству.
В соответствии с пунктом 12 указа президента Российской Федерации от 21 мая 2012 г. № 636 «О структуре федеральных органов исполнительной власти» полномочия по нормативно-правовому регулированию в сфере рыболовства, производственной деятельности на судах рыбопромыслового флота, охраны, рационального использования, изучения, сохранения, воспроизводства водных биологических ресурсов и среды их обитания, а также по контролю и надзору за водными биологическими ресурсами и средой их обитания во внутренних водах Российской Федерации переданы в Министерство сельского хозяйства Российской Федерации. Федеральное агентство по рыболовству перешло в ведение Министерства сельского хозяйства Российской Федерации.

## Основные функции
Росрыболовство является федеральным органом исполнительной власти, осуществляющим функции:
- по оказанию государственных услуг;
- управлению государственным имуществом в сфере рыбохозяйственной деятельности, охраны, рационального использования, изучения, сохранения, воспроизводства водных биологических ресурсов и среды их обитания;
- рыбоводства (за исключением промышленного рыбоводства);
- рыбопереработки;
- обеспечения безопасности мореплавания и аварийно-спасательных работ в районах промысла;
- производственной деятельности на судах рыбопромыслового флота и в морских портах в части, касающейся обслуживания судов рыбопромыслового флота.

## Руководство
- Ильясов Станислав Валентинович — руководитель 2004—2007 гг.
- Крайний Андрей Анатольевич — руководитель 2007—2014 гг.
- Шестаков Илья Васильевич — руководитель с 2014 — наст. время

## Территориальные управления
- Амурское
- Азово-Черноморское
- Ангаро-Байкальское
- Верхнеобское
- Волго-Каспийское
- Енисейское
- Западно-Балтийское
- Северо-Кавказское
- Восточно-Сибирское[1]
- Московско-Окское
- Нижнеобское
- Охотское
- Приморское
- Сахалино-Курильское
- Северо-Западное
- Северо-Восточное
- Североморское
- Волго-Камское

## Знаки различия

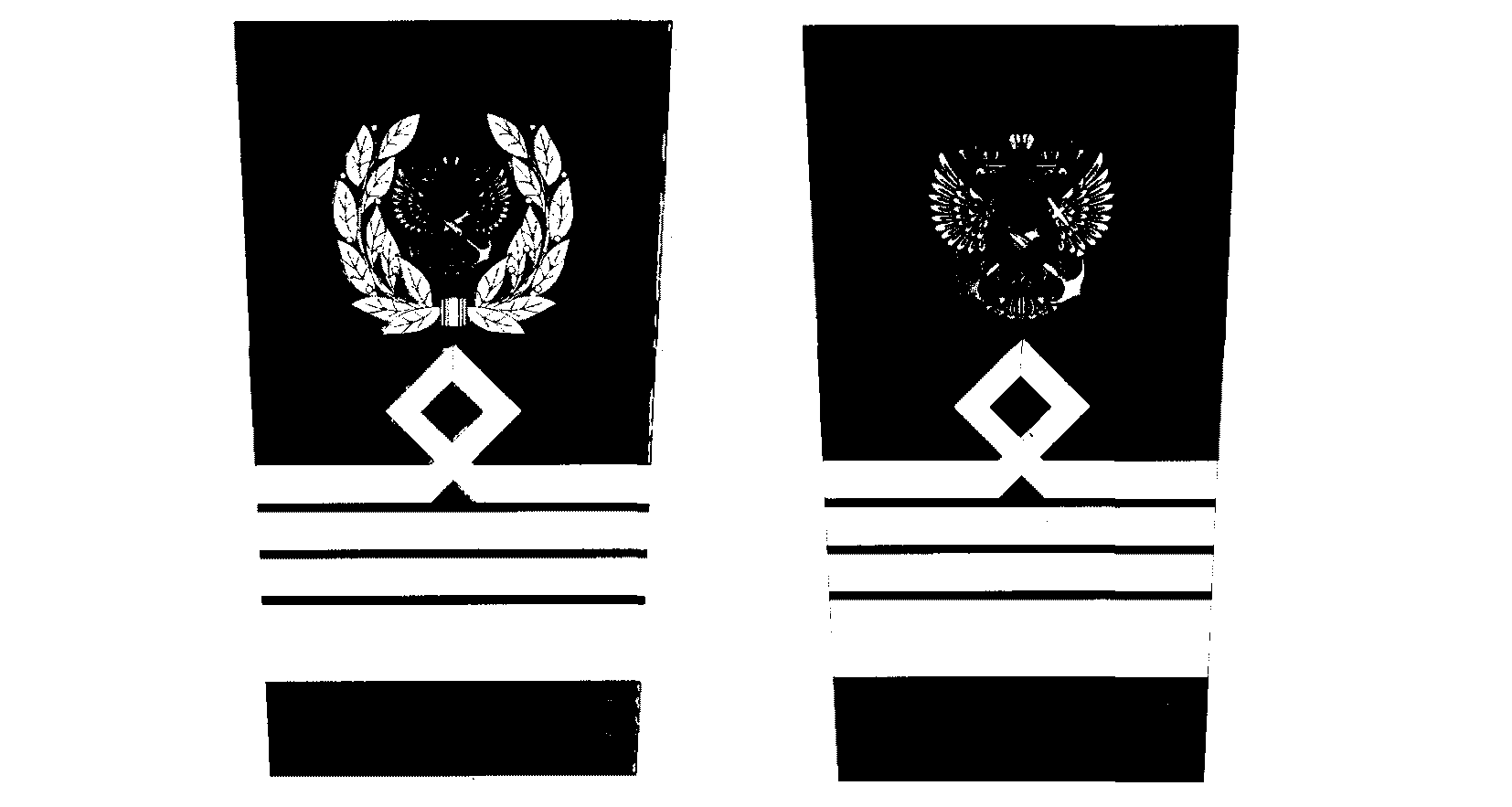
Категория 15, 14/13
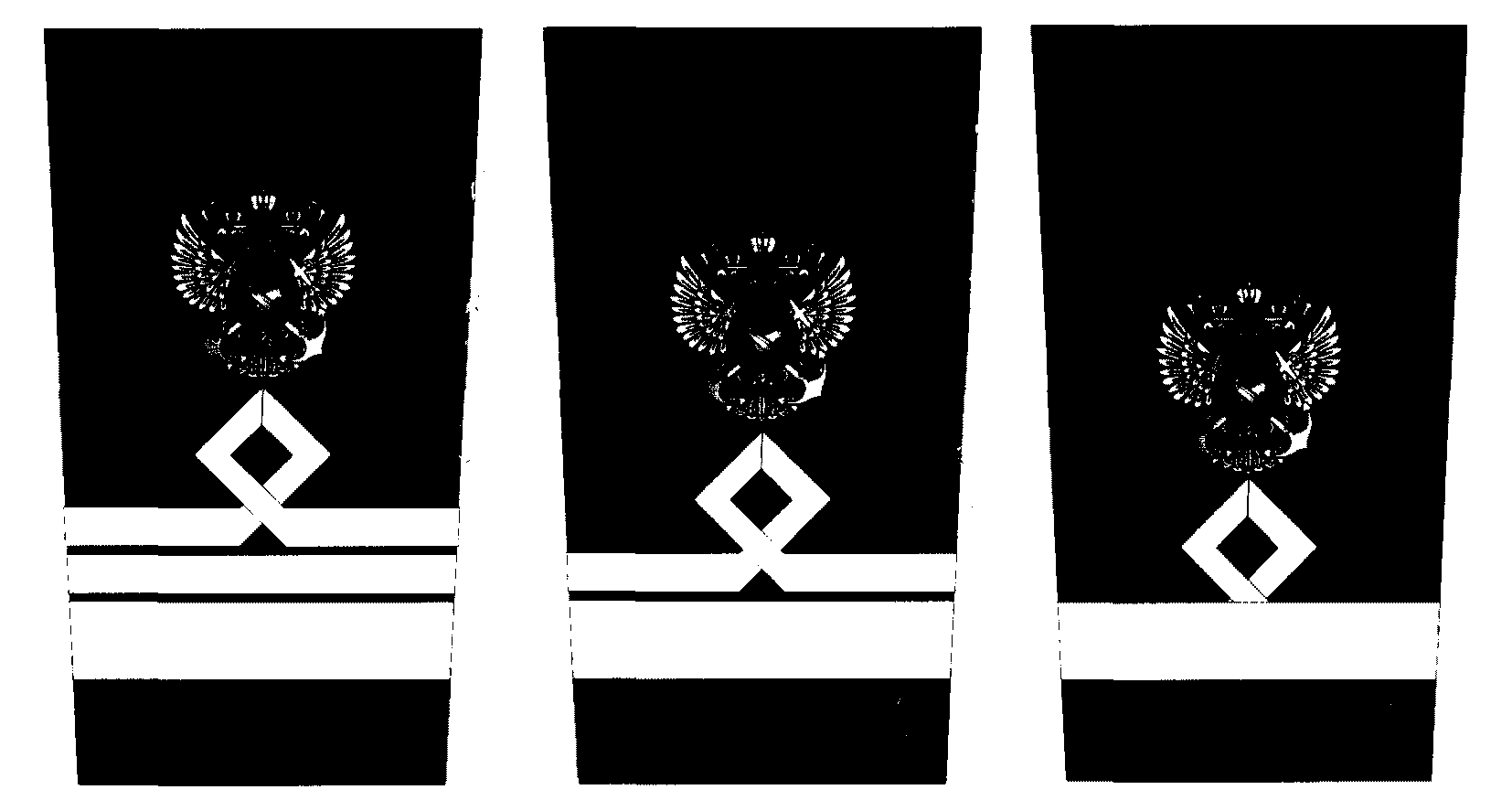
Категория 12, 11, 10
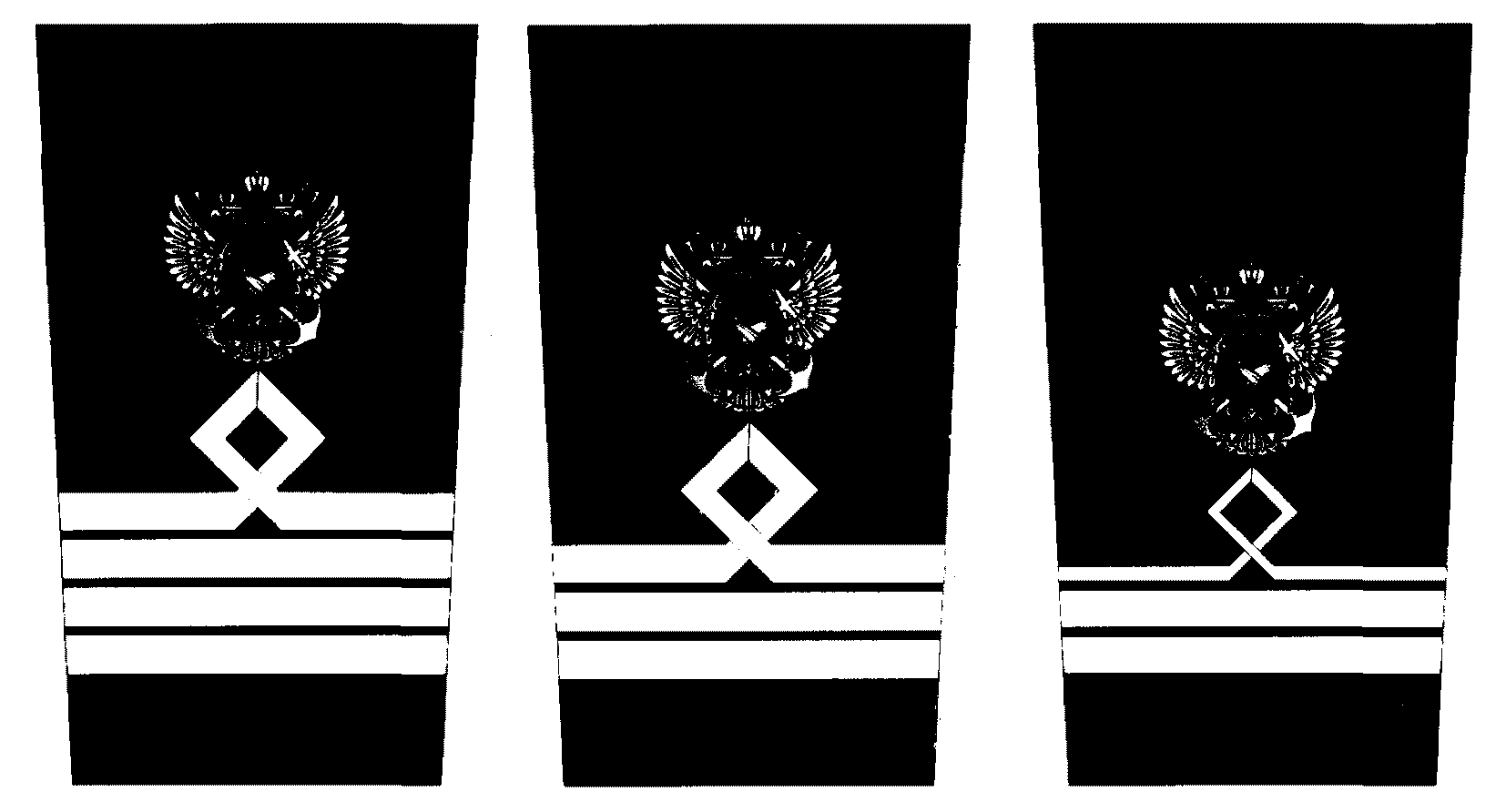
Категория 9, 8, 7
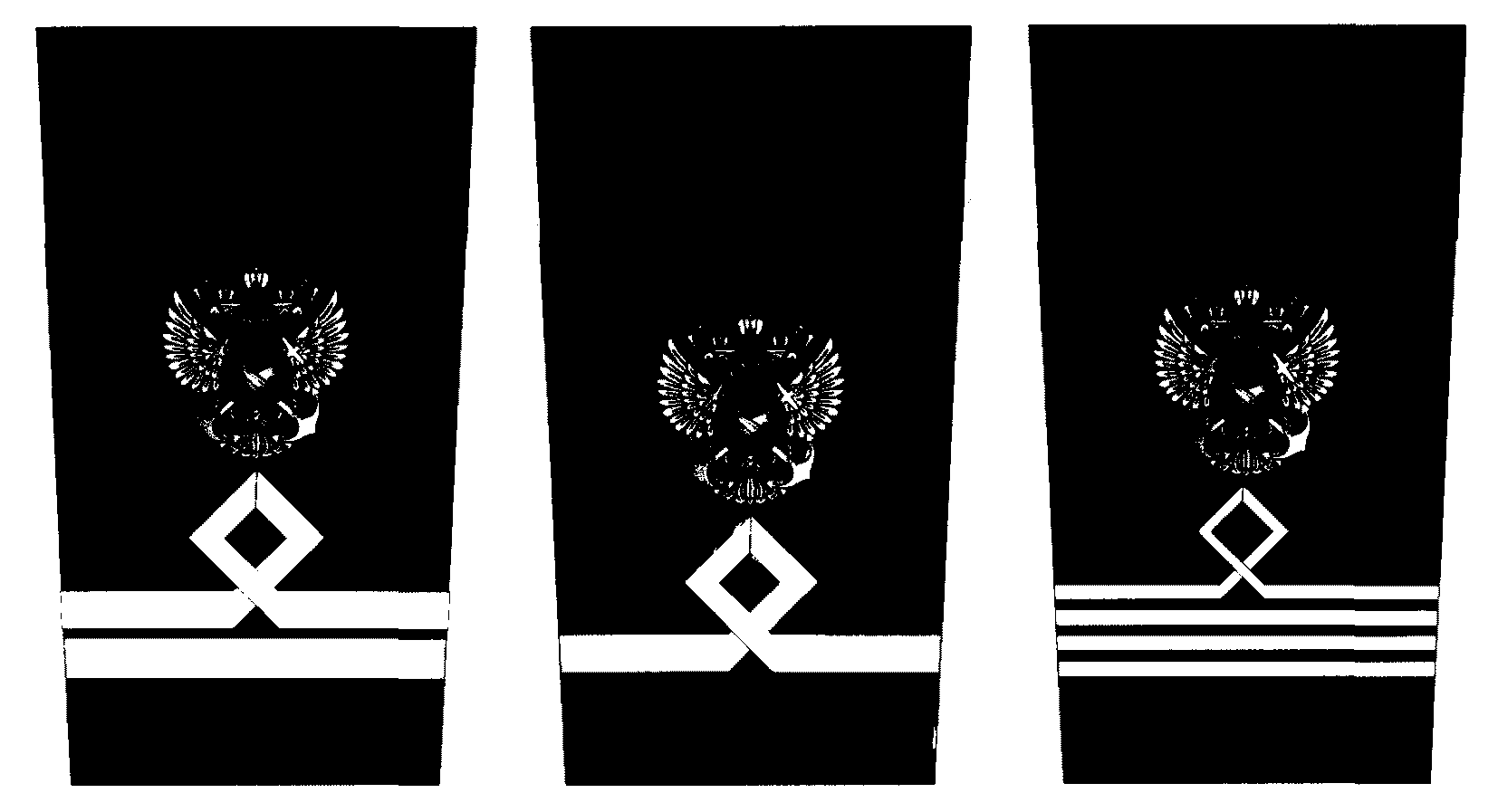
Категория 6, 5, 4
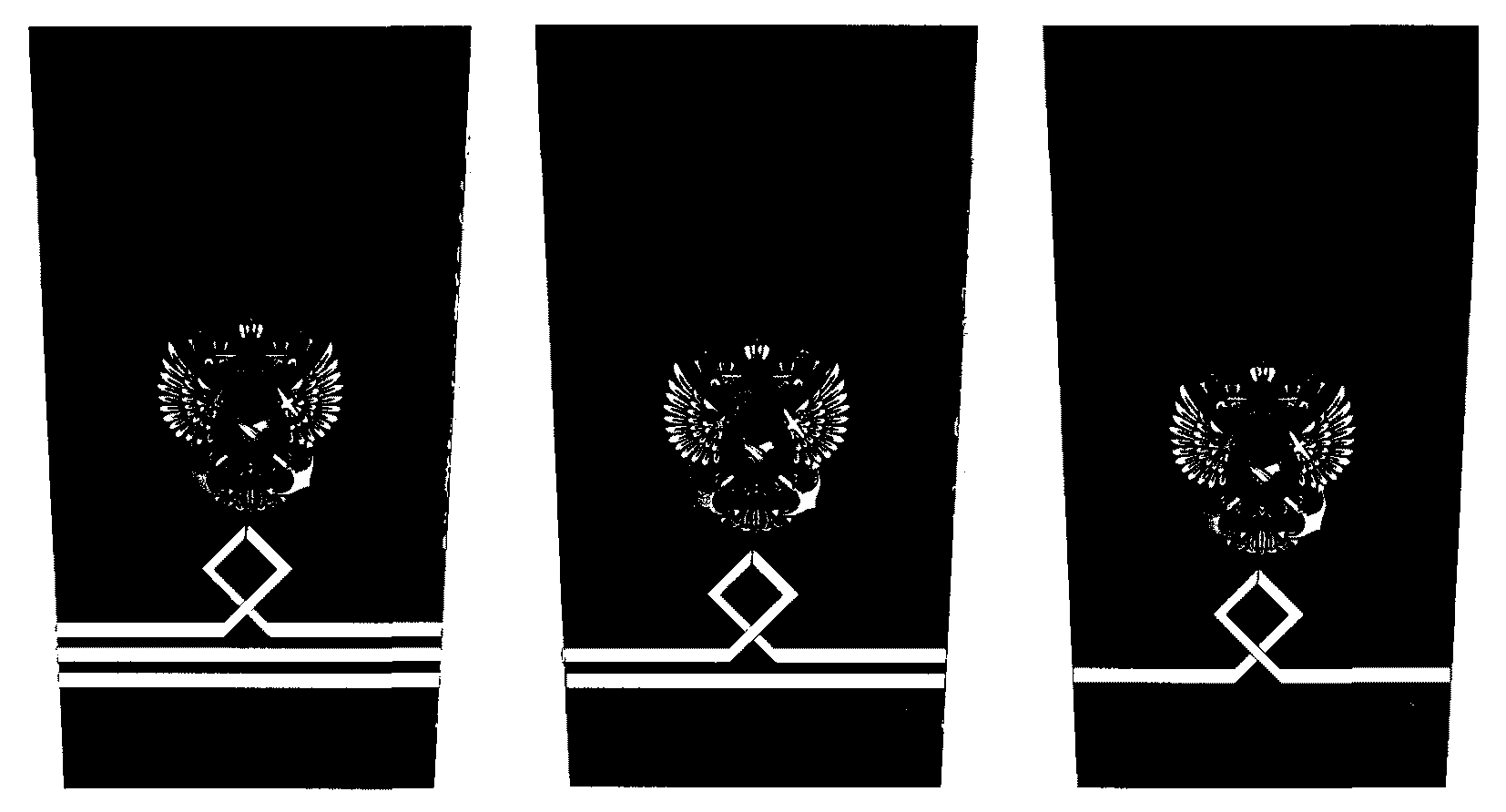
Категория 3, 2, 1

Источник: